# 223P/Skiff
Pour les articles homonymes, voir Skiff (homonymie).
La comète Skiff 2, officiellement 223P/Skiff, est une comète périodique du système solaire, découverte le 17 septembre 2002 par Brian A. Skiff.